# Salix etosia
Salix etosia ist eine Art aus der Gattung der Weiden (Salix) und wächst als Strauch oder Baum. Die Blattspreiten haben eine Länge von 4 bis 6,5 Zentimetern. Das natürliche Verbreitungsgebiet der Art liegt in China.

## Beschreibung
Salix etosia wächst als Strauch oder Baum. Die Zweige sind braun oder rostbraun. Junge Zweige sind kräftig, dicht flaumhaarig oder filzig und verkahlen später. Die Knospen sind schmutzig braun, eiförmig und fein behaart. Die Laubblätter haben einen 5 bis 7 Millimeter langen, flaumhaarigen oder filzigen Stiel. Die Blattspreite ist elliptisch oder länglich-elliptisch, 4 bis 6,5 Zentimeter lang und 1,8 bis 2,5 Zentimeter breit. Der Blattrand ist ganzrandig, die Blattbasis spitz oder keilförmig-gerundet, das Blattende spitz. Die Blattoberseite ist grün, die Unterseite grünlich bis leicht weißlich, entlang der Mittelader flaumhaarig, bei jungen Blättern zottig behaart und später verkahlend. Je Blatt werden 10 bis 15 seitliche Adernpaare gebildet.
Die männlichen Blütenstände sind zylindrische, 3 bis 3,5 Zentimeter lange und 8 bis 10 Millimeter durchmessende, gelblich grüne oder an der Spitze braune Kätzchen. Der Blütenstandsstiel ist 5 bis 10 Millimeter lang und trägt zwei bis vier kleine, etwa 1 Zentimeter lang Blätter. Die Tragblätter sind eiförmig oder länglich-eiförmig, etwa 2 Millimeter lang, zottig behaart oder auf der Oberseite beinahe kahl. Männliche Blüten haben eine adaxiale Nektardrüse. Es werden zwei Staubblätter mit getrennten oder teilweise verwachsenen, kahlen und bis zu 5 Millimeter langen Staubfäden gebildet. Die Staubbeutel sind gelb. Die weiblichen Kätzchen sind 4 bis 6 Zentimeter lang bei einem Durchmesser von 6 bis 8 Millimetern. Die Tragblätter gleichen denen der männlichen Kätzchen. Weibliche Blüten haben eine längliche, adaxiale Nektardrüse. Der Fruchtknoten ist gestielt, eiförmig-zylindrisch bis konisch, 2 bis 3,5 Millimeter lang, kahl oder oberseits leicht behaart. Der Griffel ist unscheinbar. Die Narbe ist eiförmig und manchmal geteilt. Die Früchte sind 6 bis 7 Millimeter lange Kapseln. Salix etosia blüht vor oder mit dem Blattaustrieb im März und April, die Früchte reifen im Mai.

## Verbreitung und Ökologie
Das natürliche Verbreitungsgebiet liegt in der chinesischen Provinz Guizhou, im Westen von Hubei und in Sichuan. Dort wächst sie an Flussufern in Höhen von 1300 bis 2000 Metern.

## Systematik
Salix etosia ist eine Art aus der Gattung der Weiden (Salix) in der Familie der Weidengewächse (Salicaceae). Dort wird sie der Sektion Denticulatae zugeordnet. Sie wurde 1916 von Camillo Karl Schneider in Plantae Wilsonianae wissenschaftlich erstbeschrieben. Ein Synonym der Art ist Salix camusii H. Lév.
Die jungen Laubblätter und die männlichen Kätzchen ähneln denen der Art Salix wallichiana, jedoch sind die männlichen Kätzchen etwas länger, die weiblichen Kätzchen bei der Blüte dünner und der Fruchtknoten kahl.